# 忍者龙牙
《忍者龙牙》是NMK制作、飒美于1990年12月发行的动作游戏。

## 游戏介绍
游戏是一款横向卷轴游戏。玩家可以捡到4种不同武器。
红白机玩家觉得游戏的速度和敌人的不确定性是游戏的最大缺点。